# Ficus antandronarum
Ficus antandronarum là một loài thực vật có hoa trong họ Moraceae. Loài này được (H.Perrier) C.C.Berg mô tả khoa học đầu tiên năm 1986.